# 自閉プライドデー

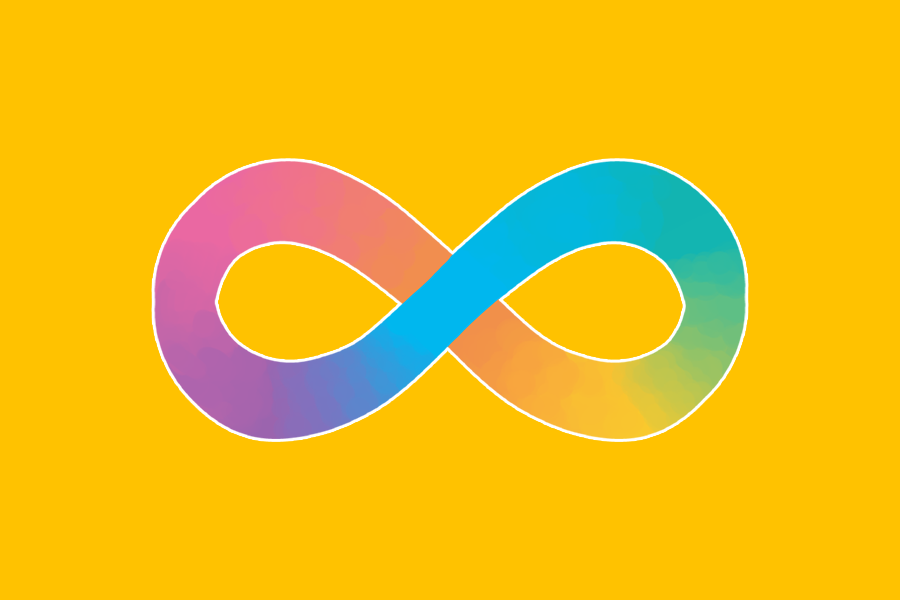
自閉プライド・フラッグ

自閉プライドデー（じへいプライドデー）は、自閉の人たちのコミュニティと文化を称える日。毎年6月18日に祝われる。自閉に誇りを持つことを大事にし、それが広く社会にポジティブな影響を及ぼすという認識を共有する日である。
自閉プライドデーは6月18日だが、プライドイベントは週末のタイミングでおこなわれることが多い。ただし自閉プライド自体は日付にとらわれず、いつ祝ってもかまわない。

## 考え方
自閉の人どうしがつながるために、そして自閉は病気ではなく尊重されるべきあり方なのだとみんなに知ってもらうために、世界各地の団体が自閉プライドデーを祝うイベントをおこなっている。
自閉プライドの基本にあるのは、自閉の人たちがつねに社会の大事な一員であるという事実である。ほかのニューロダイバーシティと同じく、自閉の人が出会う困難の多くは、自閉そのものから来るのではない。自閉の人の困難は、世の中の無理解や偏見だったり、適切な支援や調整が足りないことから来るのである（このような社会の態度を、エイブリズムという）。一部の支援団体が、自閉への理解をうながすのではなく、親への同情を誘うような情報を発信するのはエイブリズムの一例である。こうした状況を変えるために、自閉の人たち自身が権利運動にたずさわり、自閉は悪いものではないし、悲しむべきものでもないという見方を世の中に広めてきた。自閉の人たち自身が運営するセルフアドボカシー団体は、自閉の受容とプライドを促進するうえで、欠かせない力となっている。
自閉プライドは、ただの一日限りのイベントではない。自分らしく居心地よく過ごすことも、空気を読まずに行動することも、みんなと同じ敬意ある扱いを求めることも、自分にとって我慢できない状況から離れることも、すべて自閉プライドの実践である。

## 沿革
2005年に自閉当事者団体のAspies For Freedom (AFF)が自閉プライドデーを創始した。6月18日という日付は単に、一番若いメンバーの誕生日だったからだという。モデルとなったのはゲイ・プライドのムーブメントだった。「何より重要なのはこれが自閉のコミュニティのイベントだということです。自閉の人たち自身がつくり、率いているイベントなのです」とAutism Rights Group Highland (ARGH)の共同創始者カビー・ブルックは言う。つまり、慈善団体のプロモーションとは明確に立場が異なるということである。シンボルには虹色の無限大が使われることが多い。「無限のバリエーションと無限の可能性に満ちたダイバーシティ」を表現したものである。

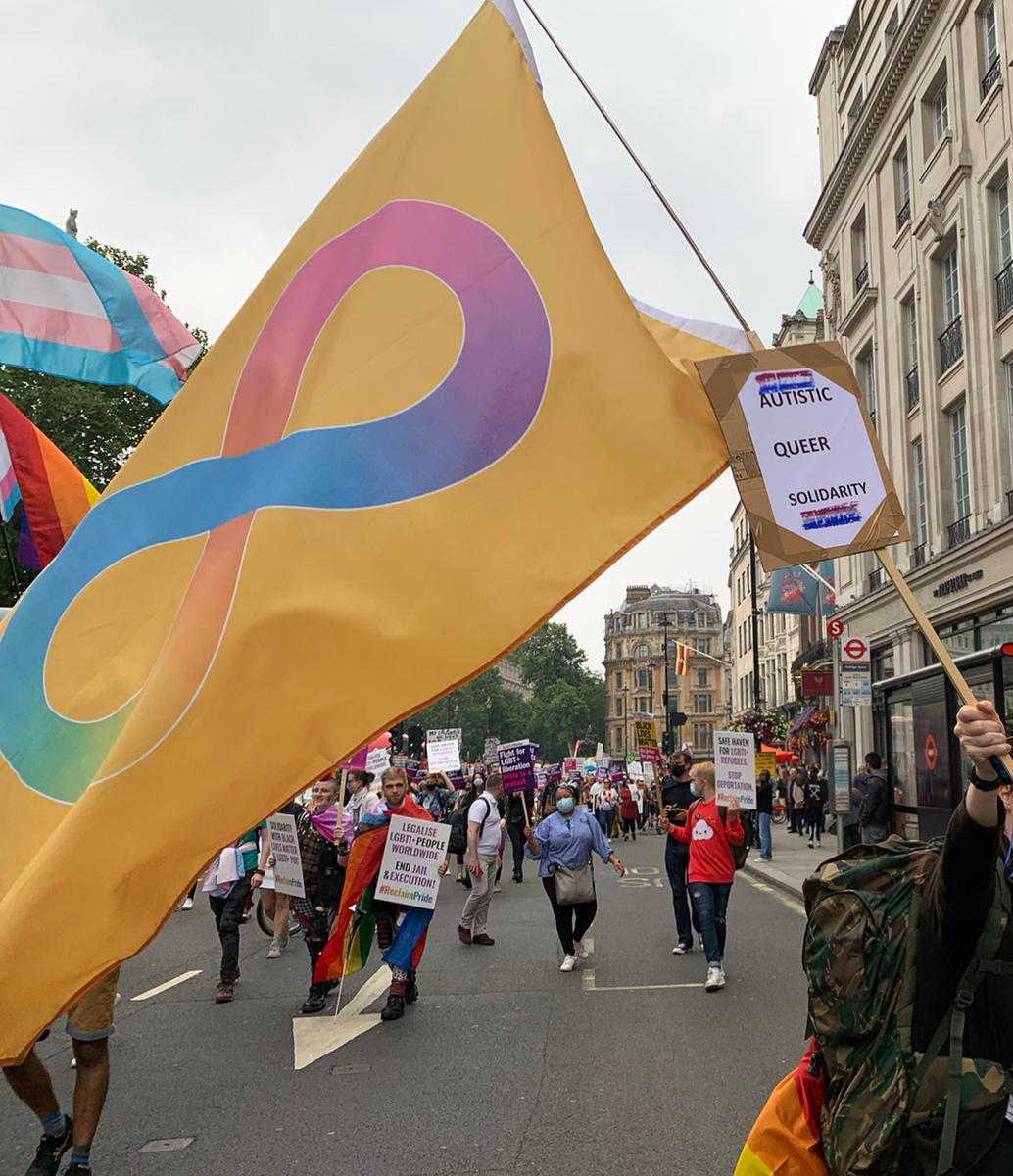
2021年のパレードで掲げられた自閉プライド・フラッグ

各地で自閉プライドイベントが催される一方、プライドを祝うのに必ずしも公式のイベントに参加するという形をとる必要はない。親しい人と楽しい時間を過ごしたり、自閉らしさを少々さらけ出してみるだけでも自閉プライドの実践なのだとプライドイベントの主催者の一人も語っている。
自閉プライドの動きは年々本格化し、2018年には自閉プライドイベントを実施する組織 Autistic Pride Reading が法人化された。同年のイベント参加者は700人を超えた。注目が高まるにつれ、プライド月間に自閉者を取り上げるメディアも増えている。2016年には英国のインデペンデント紙で自閉プライド運動が取り上げられ、かつての同性愛と同様に自閉も社会から偏見を受けているが、脳の多様性として受容されるべきだというコメントが掲載された。
2020年には新型コロナウイルスのパンデミックで現地イベントが制限されるなか、各地の自閉権利運動団体が連帯して自閉プライド・オンラインを開催し、世界中から参加者が集まった。このイベントはYoutubeで11時間にわたって開催され、翌年も引き継がれた。
オーストラリアでは2023年に、行政と協力して自閉プライドデーの公式団体が立ち上げられた。オフィシャルロゴは3本の線が無限大のマークを描くもので、緑色と赤色のグラデーションになっている。偏見ある団体によって使われてきた青色を意図的に避けたものである。